# 마카로네시아

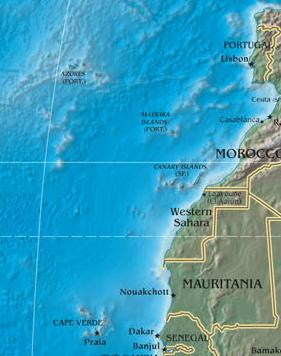
마카로네시아

마카로네시아(Macaronesia)는 유럽 및 북아프리카에 가까운 대서양의 여러 섬들을 부르는 집합적 용어이다. 이 섬들은 스페인, 포르투갈, 카보베르데에 속해있다. 마카로네시아는 그리스어로 "행복한 섬"이라는 뜻이며, 고대 그리스의 지리학자에 의해 지브롤터 해협 서쪽에 있다고 하는 섬을 가리켜 사용되었다.
마카로네시아에는 크게 4개의 제도가 있다. 북쪽부터 순서대로
- 아소르스 제도(포르투갈령)
- 마데이라 제도(포르투갈령) - 데제르타스 제도, 셀바젱스 제도, 포르투산투섬 포함
- 카나리아 제도(스페인령)
- 카보베르데 제도(카보베르데령)

마카로네시아의 섬들은 원래는 화산이고, 지학적인 열점에 의해 만들어진 것으로 생각되고있다.
`